# Ludens
"Ludens" é uma canção da banda de rock britânica Bring Me the Horizon. Produzida pelo vocalista da banda Oliver Sykes e pelo tecladista Jordan Fish, foi lançado como o quinto single da trilha sonora Death Stranding: Timefall em 6 de novembro de 2019, e foi posteriormente incluído no EP de 2020 do grupo, Post Human: Survival Horror.

## Promoção e lançamento
Em 1º de outubro de 2019, foi revelado que o videogame Death Stranding estava recebendo uma trilha sonora oficial intitulada Death Stranding: Timefall após a banda escocesa Chvrches lançar sua música "Death Stranding" como single principal. Junto com o anúncio do álbum, foi revelada a lista de faixas, que incluía "Ludens".
Em 4 de novembro, a banda compartilhou uma foto de um dispositivo semelhante a um disquete com os números 06.11.19 escritos nele, o formato britânico da data 6 de novembro de 2019. No dia seguinte, eles revelaram que "Ludens" tocaria na BBC Radio 1 com Annie Mac participando da promoção do single.

## Composição e letras
"Ludens" foi descrito pela crítica como sendo uma canção de rock eletrônico, electropop, e metalcore.  Foi escrita pelo vocalista principal da banda Oliver Sykes e pelo tecladista Jordan Fish, inicialmente apenas para o videogame Death Stranding e sua trilha sonora Death Stranding: Timefall, mas também foi incluída no EP da banda Post Human: Survival Horror.
Sykes e Fish escreveram e gravaram a música em menos de uma semana, com Sykes atribuindo o curto prazo a uma "merda de regra" da Sony e Kojima. Sykes solicitou uma extensão ou uma opção para enviar uma demo provisória, mas ambas as solicitações foram recusadas. A música foi criada enquanto a banda estava em turnê pela Europa, com Sykes e Fish montando estúdios temporários em quartos de hotel. "Ludens" é o nome do ícone e mascote da empresa Kojima Productions. O slogan da Kojima Productions é 'De Sapiens a Ludens'. A palavra latina 'Ludens' refere-se simultaneamente a brincar e praticar. Além disso, o personagem do jogo Die-Hardman usa uma máscara de caveira de carbono com o texto Ludens na testa. No entanto, o personagem não está presente em Death Stranding. Quando questionado sobre a identidade do mascote, Hideo Kojima respondeu:
"São todos, somos nós, são os usuários, somos cada um de nós usando aquela máscara de caveira."
Sykes afirmou que musicalmente a canção foi inspirada no filme Matrix de 1999 e no nu metal e metal industrial que foi apresentado na trilha sonora oficial do filme. De acordo com Sykes, as letras da música são centradas em torno da raça humana e sua capacidade de se adaptar, ao mesmo tempo em que se ligam aos temas de Death Stranding. A letra da música foi parcialmente inspirada pela ativista ambiental Greta Thunberg, embora, liricamente, também seja uma música política, como Sykes disse à NME:
"Não quero parecer um hipócrita. Nossa música sempre foi sobre emoções e condição humana. Nunca tentei falar sobre como é o mundo. Estive pensando em como posso começar a falar sobre isso. Não sou uma pessoa politicamente carregada. Não quero ser. Não quero falar sobre política e não quero cantar sobre política, mas se você está falando sobre questões ambientais, não pode falar de uma sem a outra. Parecia uma ótima maneira de começar a falar sobre isso. Usamos citações do jogo [Death Stranding] e outras coisas, mas estou falando sobre o quadro geral. Precisamos ser nossos próprios heróis. Precisamos de uma nova maneira de ver as coisas. Greta Thunberg nos mostrou isso —é loucura, mas essa criança provou que podemos ser nossos próprios líderes. Não precisamos esperar por essas outras pessoas. Ele mostra o que há de errado com o mundo e o que podemos fazer para consertar."
Lançamentos físicos de Post Human: Survival Horror trazem uma letra diferente na segunda estrofe da música. Esta versão alternativa da música substitui a linha "names can dig so many graves, you won't know where to stand" (nomes podem cavar muitas covas, você não saberá onde ficar) pela linha mais gráfica e potencialmente controversa "names will make me blow the brains out of all the kids in class" (nomes irão me fazer explodir os cérebros de todas as crianças na classe). A versão digital da música disponível em serviços de streaming e varejistas online contém a linha original.

## Videoclipe
O videoclipe de "Ludens" foi lançado logo após o single ter sido inicialmente transmitido no YouTube. Dirigido pelo próprio Sykes, apresenta a banda tocando para um público relativamente pequeno enquanto eles fazem mosh ao som da música e protestam, com filmagens do videogame no qual a música é baseada, Death Stranding, sendo mostrado ao longo do vídeo. No vídeo dos bastidores do videoclipe da música, Sykes afirma:
"O conceito do vídeo é como se houvesse uma sensação de protesto porque a música meio que tem essa mensagem de que você tem essa escolha, basicamente podemos desistir de nós e deixar o mundo e tudo o mais desistir ou nós todos podemos começar a fazer um esforço, começar a trabalhar juntos para tentar salvá-lo."

## Desempenho nas paradas
| Posição (2019)                                          | Posição de pico |
| ------------------------------------------------------- | --------------- |
| Hungria (Single Top 40)                                 | 14              |
| Escócia (Scottish Singles Chart)                        | 53              |
| Reino Unido (UK Singles Chart)                          | 75              |
| Reino Unido (OCC UK Rock and Metal)                     | 2               |
| Estados Unidos (Billboard Hot Rock & Alternative Songs) | 13              |